# Neastacilla estadoensis
Neastacilla estadoensis là một loài chân đều trong họ Arcturidae. Loài này được Schultz miêu tả khoa học năm 1981.